# Список святых, канонизированных папой римским Львом XIII
Список святых, канонизированных римским папой Львом XIII во время его понтификата с 1878 по 1903 год.